# Gargüera de la Vera
Gargüera de la Vera ist ein spanischer Ort und eine Gemeinde (municipio) mit 182 Einwohnern (Stand: 2024) in der Provinz Cáceres in der autonomen Gemeinschaft Extremadura.

## Lage und Klima
Gargüera de la Vera liegt knapp 85 km (Fahrtstrecke) nordnordöstlich der Provinzhauptstadt Cáceres in einer Höhe von ca. 500 m.

## Bevölkerungsentwicklung
| Jahr      | 1930 | 1950 | 1970 | 1981 | 1991 | 2001 | 2011 | 2021 |
| Einwohner | 602  | 852  | 438  | 283  | 271  | 180  | 121  | 181  |

## Wirtschaft
Die Landwirtschaft incl. der Viehzucht (ganadería) bildet die Wirtschaftsgrundlage der Gemeinde; infolgedessen haben sich einige kleinere verarbeitende Betriebe angesiedelt.

## Sehenswürdigkeiten
- Kirche Mariä Himmelfahrt (Iglesia de Nuestra Señora de la Asunción)

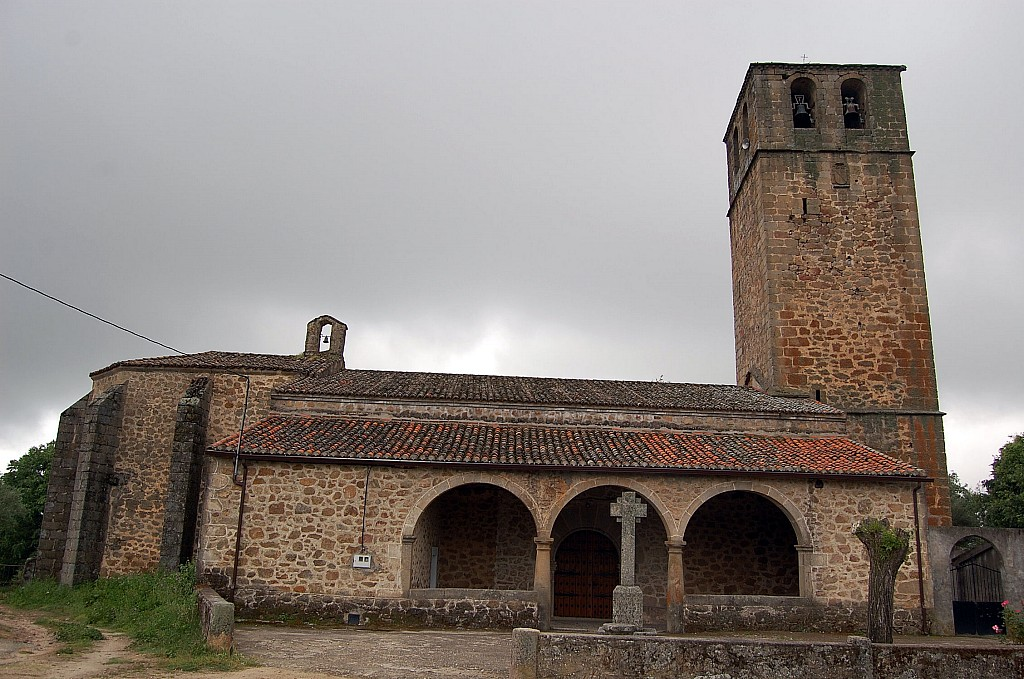
Kirche Mariä Himmelfahrt